# Alyssa Thomas
Alyssa Thomas (Harrisburg, 12 de abril de 1992) é uma jogadora de basquete estadunidense.

## Início da vida
Thomas frequentou a Central Dauphin High School na Pensilvânia e se tornou a maior artilheira de todos os tempos da escola. Ela foi nomeada para o 2010 Parade All-American First Team, e foi nomeada unânime 2010 ESPN e USA Today All-American. Ela foi selecionada como a Jogadora Estadual AAAA da Pensilvânia do Ano de 2010.

## Carreira
Thomas foi convocada em 4º lugar geral pelo New York Liberty no draft da WNBA de 2014, e foi negociada no dia do draft com o Sun ao lado de Kelsey Bone. Em sua temporada de estreia, ela teve uma média de 10,0 pontos e 5,1 rebotes em sua passagem pelo Sun em 34 jogos com 28 partidas. Ela foi nomeada para o 2014 WNBA All-Rookie Team.
Após sua temporada de estreia, Thomas continuaria seu papel como ala-pivô titular do Sun. Em 2017, Thomas emergiria como uma estrela da liga. Ela marcou 26 pontos, o recorde de sua carreira, em uma vitória por 86-76 sobre o Washington Mystics. Ela seria então votada para o All-Star Game da WNBA de 2017, tornando-se sua primeira aparição no All-Star Game da carreira. Thomas terminaria a temporada estabelecendo novos recordes de carreira em pontuação, rebotes, assistências e roubos de bola, enquanto o Sun chegou aos playoffs como a quarta semente com um recorde de 21-13, recebendo uma passagem para a segunda rodada, tornando-se sua primeira aparição nos playoffs desde 2012. Em seu primeiro jogo de playoff da carreira, Thomas marcou 20 pontos e pegou 10 rebotes em uma derrota por 88-83 para o Phoenix Mercury.
Em fevereiro de 2018, Thomas renovou com o Sun para um contrato de vários anos como agente livre. Em 9 de agosto de 2018, Thomas marcou 22 pontos, o recorde da temporada, em uma vitória de 101–92 sobre o Dallas Wings para ajudar o Sun a garantir uma vaga nos playoffs. O Sun terminou 21–13 com a semente número 4 e uma passagem para a segunda rodada. O Sun perderia novamente para o Phoenix Mercury no jogo de eliminação da segunda rodada por um placar final de 96–86.
Nos Jogos Olímpicos de Verão de 2024, em Paris, conquistou a medalha de ouro no torneio feminino do basquetebol, após vencer confronto na final contra a equipe francesa por 67–66.